# Biblioteca Virtual de Premsa Històrica
La Biblioteca Virtual de Premsa Històrica (BVPH) és una biblioteca digital resultat d'un projecte cooperatiu fet pel Ministeri d'Educació, Cultura i Esports d'Espanya, les seves Comunitats Autònomes i altres institucions de la memòria històrica.
Té com a objectius conservar i fer accessible la premsa històrica del país, un material bibliogràfic que es caracteritza per incloure exemplars únics i de difícil accés.
Abasta el període comprés entre la meitat del segle xviii i principis del segle xxi, sent l'exemplar més antic de l'any 1753 i el més actual de l'any 2013.
Utilitza els estàndards de format XML MARC Schema, METS, METSRights, PREMIS, DCMI i AQUEST i disposa d'un repositori OAI-PMH.
Inclou més de sis milions de pàgines, sobre Premsa Històrica editades a Espanya.

## El projecte
La BVPH constitueix un dels principals projectes de digitalització que actualment s'estan desenvolupant a Espanya i té a nivell internacional una importància notable, tant pel seu volum com per les seves funcionalitats.
El projecte va ser iniciat l'any 2003, però va ser presentat el 2009 per César Antonio Molina, en aquella època Ministre de Cultura. És el resultat de la col·laboració de la Direcció general del Llibre, Arxius i Biblioteques, a través de la Sotsdirecció General de Coordinació Bibliotecària, amb les Comunitats Autònomes així com de diverses institucions de caràcter científic o cultural com ateneus, fundacions, universitats i empreses periodístiques.
L'any 2009 s'adopta ALTO (The Analyzed Layout and Text Object) com a estàndard per a complementar l'esquema METS en la gestió de metadades. ALTO permet estructurar el text per caràcters i vincular-lo al reconeixement OCD (Reconeixement Òptic de Caràcters), permetent d'aquesta manera la cerca per paraules a text complet.
Facilita la utilització de diversos gestors de referències bibliogràfiques, com ZOTERO, facilitant moltíssim la tasca dels investigadors. Afegeix també un nou visor d'imatges de gran mida, cosa que en facilita molt les consultes.
L'any 2013, comptava amb 2178 capçaleres corresponents a més de sis milions de pàgines digitalitzades (de les quals 5,2 milions es poden consultar a text complet), transferides per 81 biblioteques. La major part de fons, són col·leccions úniques d'interès per a investigadors i públic en general. La seva temàtica és variada i abasta el període comprès entre meitat del segle xviii i principis del segle XXI.
A la base de dades de la BVPH, estan representades les 17 Comunitats Autònomes (Andalusia, Aragó, Astúries, Canàries, Cantàbria, Castella i Lleó, Castella-la Manxa, Catalunya, Comunitat de Madrid, Comunitat Valenciana, Extremadura, Galícia, Illes Balears, La Rioja, Navarra, País Basc i Regió de Múrcia) a més de les 2 Ciutats Autònomes (Ceuta i Melilla), reunint un total 57 províncies i 180 localitats.

## Digitalització dels materials
La preservació digital dels materials bibliogràfics de la premsa històrica espanyola és fonamental perquè el suport en el qual es conserven està en perill de desaparició.
Per una banda, la mateixa acidesa del paper friable, elaborat a partir de pasta de cel·lulosa, produeix un deteriorament del paper simplement per estar en contacte amb l'aire, un cas de degradació que els centres de preservació i conservació denominen slow fire (“foc lent”).
A més a més, la qualitat del paper, en termes generals, no és gaire bona, ja que en el moment en el qual s'imprimien es pensava més en un consum immediat que no pas en una previsió de conservació a llarg termini.
La digitalització dels materials és aconsellable no solament per la degradació del paper sinó també per la forta demanda d'aquests tipus de materials provinent d'investigadors, estudiants o públic en general. Un ús i manipulació que n'accelera encara més el deteriorament, ja que en la majoria dels casos no solament suposa una consulta sinó també una reproducció que exposa els materials a una llum potent, com seria el cas de fer una simple fotocòpia, per exemple.

## Col·leccions destacades

### Premsa clandestina
Formada per unes 90.000 pàgines de l'arxiu hemerogràfic del Partit Comunista d'Espanya que ha estat digitalitzada per la Direcció General del Llibre, Arxius i Biblioteques del Ministeri d'Educació, Cultura i Esport, a través d'un conveni amb la Fundació de Recerques Marxistes.
Aquesta col·lecció és necessària per conèixer les activitats polítiques dels grups clandestins que es van oposar al franquisme i, molt especialment, els del Partit Comunista i les organitzacions que giraven al seu voltant. Comptant amb 244 capçaleres publicades a Espanya, Algèria, Colòmbia, França, Itàlia, el Marroc, Mèxic, Rússia, Veneçuela, Uruguai, etc., corresponents al període comprés entre 1932 i 1976.
Amb la seva digitalització, s'assegura la divulgació d'aquests fons a través de la web i es preserven els seus continguts, que pel fet d'estar produïts amb mètodes artesanals en la clandestinitat es troben en avançat estat de degradació.

#### Revistes culturals
És el resultat del conveni de col·laboració entre ARCE i el Ministeri d'Educació, Cultura i Esport. Conté les revistes ADE teatro, La balsa de la medusa, CLIJ: Cuadernos de Literatura Infantil y Juvenil, Cuadernos de Alzate, Leviatán, Litoral, Ritmo, Cuadernos de Pensamiento Político, Veintiuno, El Ecologista, Gaia, Arte y Parte, Ópera Actual y Utopías: Nuestra Bandera, a les quals s'aniran afegint altres títols. Inclou les descripcions bibliogràfiques dels articles de les revistes per facilitar al ciutadà la cerca dels articles pel nom de l'autor, el títol o la matèria. Així mateix, és possible la cerca en el text complet de les publicacions.

## Estadístiques
| ESTADÍSTIQUES GENERALS                          |           |
| ----------------------------------------------- | --------- |
| Nombre de capçaleres digitalitzades             | 2.178     |
| Nombre d'exemplars digitalitzats                | 1.087.694 |
| Nombre d'imatges digitalitzades                 | 6.556.716 |
| Nombre de biblioteques amb obres digitalitzades | 81        |
| Nombre de localitats                            | 180       |
| Nombre de províncies                            | 57        |
| Nombre d'impressors o editors                   | 2.419     |

| DATES LÍMITS DELS EXEMPLARS DIGITALITZATS |      |
| ----------------------------------------- | ---- |
| Any de l'exemplar digitalitzat més antic  | 1753 |
| Any de l'exemplar digitalitzat més modern | 2013 |

| Comunitat Autònoma | Capçaleres | Pàgines   |
| Andalusia          | 146        | 692.830   |
| Aragó              | 39         | 93.894    |
| Astúries           | 13         | 139.198   |
| Castella i Lleó    | 368        | 1.018.222 |
| Castella la Manxa  | 123        | 318.001   |
| Catalunya          | 449        | 945.680   |
| Ceuta              | 2          | 3.588     |
| Melilla            | 1          | 41.799    |
| Extremadura        | 177        | 190.546   |
| Galícia            | 15         | 162.145   |
| Illes Balears      | 94         | 229.108   |
| Canàries           | 9          | 191.671   |
| La Rioja           | 7          | 107.778   |
| Madrid             | 371        | 1.014.809 |
| Múrcia             | 28         | 227.157   |
| Navarra            | 41         | 67.269    |
| País Basc          | 7          | 89.516    |
| València           | 178        | 570.436   |

Dades extretes de la web BVPH

## Cercador
La BVPH compta amb un potent cercador que permet fer cerca simple i cerca avançada per camps (títol, biblioteca, comunitat autònoma, província, localitat, idioma), per data i per paraules o frases. A més compta amb un llistat de capçaleres i un mapa interactiu per comunitats autònomes, províncies i localitats.